# 白虎 (2021年电影)
是一部2021年美國和印度合拍的剧情片，由拉敏·巴哈尼执导，阿达什·古拉夫、佩麗冉卡·曹帕拉和拉吉庫馬·拉奧出演。影片改编自亞拉文·雅迪嘉2008年同名小说，讲述了穷苦落魄的印度乡下人巴拉姆利用聪明才智和狡诈逃离贫困的故事。
2010年底，雅迪嘉决定将小说翻拍成电影，版权由穆库·迪奥拉购下，但随后几年制作工程一直没有展开。巴哈尼受命执导这部电影，早在小说出版前，他就读过初稿，因此一直想执导这部电影。摄制工作于2019年10月到12月在德里展开。影片于2021年1月6日在拉斯维加斯首映，1月13日在美国部分影院上映，1月22日由流媒体平台Netflix全球发行。影片获得影评圈的认可，其中导演、剧本及演员表现受肯定。
影片登上Netflix64国的Top 10影片榜，大约有2700万人观看。导演巴哈尼获第93届奥斯卡金像奖最佳改编剧本提名。

## 剧情
2010年，企业家巴拉姆·哈尔怀向中国总理温家宝致电邮，希望与对方见面，并附上了个人经历。他认为，印度下层阶级永远要被人奴役，就像鸡舍中的鸡。
巴拉姆出生于拉奇芒格阿尔的乡下，凭优异成绩取得奖学金，就读于德里的学校。旁人说他是“孟加拉白虎”，是百年一遇的奇才。然而由于仍在乡下的父亲无法偿还土地主阿鹳的债务，奶奶要求巴拉姆到乡下的茶档帮忙，巴拉姆从此无缘学堂。后来巴拉姆的父亲罹患肺结核，但没有医生前来治疗，最终病死。
巴拉姆渴望替阿鹳的儿子阿肖克当私人司机，阿肖克是美国海归，妻子叫粉姬，在杰克逊高地长大。巴拉姆让奶奶给钱自己学车，学成后会用司机的薪水作为报答。巴拉姆获聘为阿鹳家的第二位司机，但要完成几项艰难的任务，否则就要受虐待。阿鹳必须要巴拉姆保持忠诚，若有背叛，家人会被杀。
阿肖克和粉姬计划搬到德里，方便阿肖克贿赂大官，好让家里的业务躲避收税。巴拉姆希望开车载他们过去，于是揭露了第一司机是穆斯林的身份，致使第一司机被解雇（阿鹳家本来就对穆斯林抱有偏见）。有别于其他人，阿肖克和粉姬非常尊重巴拉姆，跟他建立了关系，虽然还是把他当佣人看待。
粉姬生日那天和阿肖克喝得烂醉。醉酒中，她让巴拉姆给自己开车，结果撞死了一个小孩。阿鹳一家迫使巴拉姆签下认罪书，得到巴拉姆奶奶认同。虽然最终没有人控罪，但此时巴拉姆有所动摇，毫无疑问他已被阿鹳家抛弃。
粉姬离开阿肖克，回纽约生活，巴拉姆成了阿肖克的情感支撑。巴拉姆发现忠心服务阿肖克并不能保证自己过上舒服的日子，没准哪天会被对方抛弃。巴拉姆用假发票诈骗阿肖克，同时兜售车子的汽油，用车子来开无牌出租车。
然而事情并非总是一帆风顺。阿鹳将零钱施舍给乞丐，引起阿鹳家愤怒。奶奶叫小侄子搬过来和巴拉姆一起住，跟巴拉姆学开车。巴拉姆发现奶奶正计划违背他自己的意愿，给他安排婚事。就在这时，阿肖克准备去交一笔大的贿赂金，临时安排另一位司机顶替巴拉姆。
巴拉姆突然领悟到像“白虎”一样逃离被奴役现实的方法。他杀掉阿肖克，拿走贿赂金，之后带上小侄子逃跑。警方发出通缉令，要追捕他，但他成功逃跑。两人后来到了班加罗尔，大型IT公司的温床。他将部分贿赂金拿去贿赂警察，让对方打击无照经营的出租车公司。巴拉姆自行设立出租车公司，最终事业有成。他认为司机是员工，不是奴隶，对司机所造成的一切事故负个人及经济上的责任；有位司机撞死了一个小孩，他把小孩的兄弟姐妹请过来当司机。他资助小侄子读书，同时发现阿鹳为了报仇，把他还在老家的家人杀了。
影片结尾透露巴拉姆将名字改为阿肖克·沙尔玛。

## 阵容
- 阿达什·古拉夫（英语：Adarsh Gourav） 饰 巴拉姆·哈尔怀/阿肖克·沙尔玛（Balram Halwai / Ashok Sharma）
- 佩麗冉卡·曹帕拉 饰 粉姬（Pinky）
- 拉吉庫馬·拉奧 饰 阿肖克（Ashok）
- 马赫什·曼杰雷卡（英语：Mahesh Manjrekar） 饰 阿鹳（The Stork）
- 维杰·莫里亚（英语：Vijay Maurya） 饰“猫鼬”穆克什（Mukesh 'The Mongoose'）
- 甘勒什·吉尔（英语：Kamlesh Gill） 饰 奶奶
- 斯沃普·桑帕特（英语：Swaroop Sampat） 饰 伟大的社会主义者（The Great Socialist）
- 塔惠德·里克·扎曼（Tawhid Rike Zaman）饰 巴拉姆朋友（Balram's Friend）
- 维丹特·辛哈（Vedant Sinha）饰 达兰（Dharam）
- 纳尔内什·尼尔（英语：Nalneesh Neel） 饰 白癜风

## 制作

### 起源
制片人穆库·迪奥拉持有澳大利亚印度裔作家亞拉文·雅迪嘉2008年小说《白虎》的改编版权。该书讲述了“一位白手兴家的男人从乡下茶店员工，变成大城市成功企业家的奇幻旅程”。然而迪奥拉没有找到导演的合适人选，便让同是导演的大学好友拉敏·巴哈尼执导该片。巴哈尼在小说出版的几年前，就已经读过草稿，他也非常想把小说改成电影。巴哈尼认为这是个史诗级别的故事，需要大量财力物力，才能在印度制作，而这一点在小说面世时都不容易办到 。他一开始将发行权卖给Netflix，认为对方喜欢异域风情，善于发掘一般在镜头内外不会出现的声音。
佩麗冉卡·曹帕拉刷Twitter的时候，看到小说改编电影正在制作中的头条新闻，便让经纪人前去洽谈。因此她以旗下公司紫卵石影业的名义，与普雷姆·阿克久留、阿娃·杜威内和肯·卡明斯一共列为影片的执行制片人。

### 编剧
巴哈尼增加删改了部分场景，改编了部分角色，但剧情大体上忠实于原版小说。他表示，由于自己非常喜欢这本书，打磨工作是最难做的，整理后的剧本有200页。他也想把故事的发生时间从2005年推前到最近，但后来放弃了这个念头，将影片打造成时代剧。他认为，当下世界最大的变化都在每个人手上，就是超级计算机。在当今的世界里，巴拉姆用不着写电子邮件，可以拍视频或者Instagram。他说，这是他自己第二次改编著作，所以想要忠实原著。

### 选角
巴哈尼拒绝使用明星饰演巴拉姆，他表示：“我有跟众多演员沟通的机会，都是些你们可能知道的演员，宝莱坞的演员都很出色。但有一点，由于我是在印度，我认为主角应该是印度人，而且不太出名，这样才符合角色的特质，以及这个关于落水狗的故事。”拉吉庫馬·拉奧也有份演出主要角色，同为执行制片人的佩麗冉卡·曹帕拉也有演出。开拍前，巴哈尼在印度待了几个月，乘坐当地的大巴前往小说没有提到的地方，见了一些人，最终和阿达什·古拉夫见面。为了准备角色，古拉夫隐姓埋名，在贾坎德邦的一个偏远村庄生活，每天洗12小时盘子。

### 拍摄
开拍前夕，拉吉库马和曹帕拉为戏份作准备，其他演员则研读剧本。曹帕拉于2019年11月2日加入剧组，在德里参与拍摄，期间曾在Instagram发帖文，称“在这里拍戏很艰难”，指当地气候条件恶劣，空气污染严重。大部分场景取景于德里。拍摄工作于2019年12月15日结束。

## 原声带
影片的原创配乐由丹尼·本斯和桑德·朱里亚斯创作。专辑收录了多位独立音乐人的歌曲，横跨不同年代。《Akh Lar Gayee》和《O Murari Re》两首歌以蒙太奇的形式，出现在开车的戏份中。宣传曲《Jungle Mantra》讲述了巴拉姆的经历，由印度说唱歌手Divine与美国说唱歌手文斯·斯台普斯、普沙·T和贾瓦迪斯塔（Jawadista）表演，2021年1月15日发行。
配乐颇具印度风情。《共和世界》的阿努什卡·帕坦尼亚（Anushka Pathania）认为每一幕的背景音乐都完美传递了角色的情感，吸引观众注意。《印度斯坦时报》的罗汉·纳哈尔（Rohan Naahar）称赞专辑用“强劲的嘻哈音乐及狂热的能量推动影片的发展”。
| 曲目列表 | 曲目列表                    | 曲目列表                                                                 | 曲目列表                | 曲目列表 |
| 曲序     | 曲目                        |                                                                          | 作曲                    | 时长     |
| -------- | --------------------------- | ------------------------------------------------------------------------ | ----------------------- | -------- |
| 1.       | Mundian To Bach Ke          | 拉金德·赖、斯图·菲利普斯、格伦·拉森（Glen Larson）                       | MC潘贾比、斯图·菲利普斯 | 3:59     |
| 2.       | Akh Lar Gayee               | 普雷帕尔·汉斯（Prempal Hans）、哈迪普·西杜（Hardeep Sidhu）、德文德·辛格 | 苏林吉特·辛格           | 3:27     |
| 3.       | Get It Poppin               | 约瑟夫·卡特格纳（Joseph Cartegena）、安德烈·里昂、斯科特·斯托奇          | 胖子乔                  | 3:26     |
| 4.       | Feel Good Inc.              | 戴蒙·亞邦、杰米·休利特                                                   | 街頭霸王                | 3:43     |
| 5.       | O Murari Re                 | 罗希特·K·沙玛                                                            | 罗希特·K·沙玛           | 3:19     |
| 6.       | Teri Baaton Mein            | 拉加夫·马图尔                                                            | 拉加夫·马图尔           | 4:08     |
| 7.       | Mundian To Bach Ke（Remix） | MC潘贾比、斯图·菲利普斯、格论·拉森                                       | MC潘贾比、斯图·菲利普斯 | 3:42     |
| 8.       | Jungle Mantra               | 卡兰·坎尚（Karan Kanchan）                                               | Divine                  | 4:00     |
| 总时长： | 总时长：                    | 总时长：                                                                 | 总时长：                | 30:42    |

## 发行
佩丽冉卡·曹帕拉于2020年10月16日在个人社交账号公布影片第一批剧照。首支先导预告片于10月28日公布，正式预告片于12月21日公布。影片首映记者会于2021年1月6日在拉斯维加斯举行，1月13日于全美指定影院上映，1月22日于Netflix全球上线。
制片人约翰·哈特以侵犯版权为由，起诉影片制作方。他表示自己早在2009年3月就和原著作者亞拉文·雅迪嘉达成文字拍卖协议，将影片改编成冲击奥斯卡金像奖的电影，在好莱坞上映，但最终没有实现。2019年10月，他了解到Netflix正制作影片，并计划在OTT服务平台发行，便向对方发出律师函，要求停止有关行为。德里高等法院因为他在影片上线24小时内未递交相关证据，驳回了他的诉讼，但法庭也传唤了迪奥拉和Netflix。

## 评价
汇总媒体烂番茄收录评论162条，打出新鲜度92%，平均得分7.5/10。网站共识写道：“《白虎》将原著出彩的地方提炼成令人着迷的剧情片，是一部非常出彩、优秀的作品。”Metacritic收录38条评论，平均得分76/100，表示“普遍好评”。
《华尔街日报》的乔·莫根斯特恩认为影片“有趣、凶猛”，是一部“充斥风趣的幽默、热情洋溢的史诗，随性的对白令人眼花缭乱，摄影效果华丽，最为重要的是阿达什·古拉夫扮演一位富有感情的角色”。《芝加哥论坛报》的迈克尔·菲尔普斯打出3.5/4星的评价，认为影片是“一浪接一浪的改编作”，剧组给剧情注入了锐度及精力，摄影保罗·卡雷拉既捕捉到巴拉姆苍白说教的粗糙事实，又体现出有抱负、梦幻般的魅力。《好莱坞报道者》的大卫·罗尼（David Rooney）认为影片让人身临其境地体味到当代印度社会将奴隶阶段与富人阶级分开的鸿沟，从无知丧失、场面翻转的故事中观察泛滥在上层建筑与底层阶级中的腐败行径。他表示，如果说这部电影用许多新奇的事件塞进冗长的狄更斯式铺陈中，那么三位主角磁力十足的表演和出人意料的剧情翻转，会让观众乐在其中。《泰晤士报》的凱爾·馬厄打出4/5星评价，认为影片是一趟“驶向黑暗世界的出租车旅程，令人头晕目眩、昏昏欲睡”，赞扬曹帕拉的表演“令人印象深刻”。
《名利场》的理查德·劳森称赞演员的表现及巴哈尼的导演及剧本，认为影片将备受赞誉的小说带进栩栩如生的现实。《每日电讯报》的罗比·科林斯形容影片是“一浪接一浪、有力的作品，被节奏明快的剪辑和嘻哈原声带带动，证明讨论不平等及地缘政治等严肃议题也有乐趣”。《纽约》杂志的比奇·埃比利称影片是“关于野心、阶级和腐败的野蛮有力故事”，“跨越边境和各大洲，令人感同身受”。《卫报》的彼得·布拉德肖打出4/5星评价，认为影片是“对屈从及权力的巴尔扎克式反讽”，认为巴哈尼用非常惊人的叙事能力改编导演了这部电影。《独立报》的克拉丽丝·拉夫里（Clarisse Loughrey）认为影片讽刺了资本主义，黑暗但入木三分。ABC新闻的彼得·崔維斯认为演员表演及巴哈尼的导演全程完美，指“拉敏·巴哈尼让你兴奋异常”。《综艺》杂志的欧文·格里伯曼认为影片“讽刺地探讨了奴隶的心理”，赞扬曹帕拉和古拉夫的表现，称古拉夫非常出色。
IndieWire的大卫·埃里希（David Ehrlich）打出“B”级的评分，认为影片是“漫画式的黑暗惊悚片”，“粗暴矫正”2008年的《貧民百萬富翁》。《滚石》杂志的奥斯汀·柯林斯（K. Austin Collins）打出3/5星评价，指影片是一部“有实力、引人入胜、有话题性的剧情片”，但也因为给我们提供了比后续主题更加丰富的设定，而蒙受损失。评论赞扬古拉夫的表现“谦虚但完美”，认为拉奥和曹帕拉的表演同样出彩。《纽约时报》的A·O·斯科特给出中肯的评价，认为影片讲述的穷人逆袭故事有些许讽刺：“在巴哈尼和摄影保罗·卡纳拉的捕捉下，剧情和背景都很生动，但角色算不上真实，剧情设计为了坚持忠实于原本面目，用既定社交角色困住他们。如果不那么坚持，作品或许会更有说服力。”《影音俱乐部》的杰西·哈森格（Jesse Hassenger）批评影片“没有找到独立基调便冲击关键的主题及场景”，同时认为多次张扬地阐述剧情，让古拉夫的表演失去控制。

## 奖项及提名
| 大奖                         | 典礼日期      | 奖项             | 获得者        | 结果       | 参考   |
| ---------------------------- | ------------- | ---------------- | ------------- | ---------- | ------ |
| Gold House Gold List黃金名單 | 2021年1月25日 | 最佳影片獎       | 《白老虎》    | 榮譽提名獎 | [ 61 ] |
| Gold House Gold List黃金名單 | 2021年1月25日 | 最佳導演獎       | 拉敏·巴赫拉尼 | 榮譽提名獎 | [ 61 ] |
| Gold House Gold List黃金名單 | 2021年1月25日 | 最佳男演員獎     | 阿達什·古拉夫 | 榮譽提名獎 | [ 61 ] |
| Gold House Gold List黃金名單 | 2021年1月25日 | 最佳助演男演員獎 | 拉吉庫馬·拉奧 | 榮譽提名獎 | [ 61 ] |
| Gold House Gold List黃金名單 | 2021年1月25日 | 最佳助演女演員獎 | 琵豔卡·喬普拉 | 榮譽提名獎 | [ 61 ] |
| Gold House Gold List黃金名單 | 2021年1月25日 | 最佳改編劇本獎   | 《白老虎》    | 獲獎       | [ 61 ] |
| 澳大利亞影視藝術學院獎       | 2021年3月7日  | 最佳男主角       | 阿达什·古拉夫 | 提名       | [ 62 ] |
| 奥斯卡金像奖                 | 2021年4月25日 | 最佳改編劇本     | 拉敏·巴哈尼   | 提名       | [ 63 ] |
| 亚洲世界电影节               | 2021年3月20日 | 雪豹新星奖       | 阿达什·古拉夫 | 獲獎       | [ 64 ] |
| 英国电影学院奖               | 2021年4月11日 | 最佳男主角       | 阿达什·古拉夫 | 提名       | [ 65 ] |
| 英国电影学院奖               | 2021年4月11日 | 最佳改编剧本     | 拉敏·巴哈尼   | 提名       | [ 65 ] |
| 獨立精神獎                   | 2021年4月22日 | 最佳男主角       | 阿达什·古拉夫 | 提名       | [ 66 ] |
| 美国编剧工会奖               | 2021年3月21日 | 最佳改编剧本     | 拉敏·巴哈尼   | 提名       | [ 67 ] |

## 備註
1. ↑  與《金屬之聲》、《青春未知數（英语：The Half of It）》、《逐夢美聲黃玫瑰（英语：Yellow_Rose_(film)）》並列榮譽提名獎[61]
2. ↑  與趙婷、楊維榕、伍思薇、黛安·帕拉加斯（英语：Diane Paragas）並列榮譽提名獎[61]
3. ↑  與史蒂芬·連、戴夫·帕托、岑勇康並列榮譽提名獎[61]
4. ↑  與盧卡斯·潔（英語：Lucas Jaye）、马泰_(华裔演员)並列榮譽提名獎[61]
5. ↑  與鞏俐、莉亞·莎隆嘉並列榮譽提名獎[61]
6. ↑  與《游牧人生》並列獲獎[61]